# سيسيليو رومانا
سيسيليو فيلكس رومانا (بالإسبانية: Cecilio Romaña)‏ (1899-1997) هوَ طبيب أرجنتيني يَشتهر بَوصفه لعلامة رومانا، حيثُ أنهُ أول من وصف هذه العلامة، وعلامة رومانا هو مُصطلح طِبي يُستخدم لِوصف التَورم أحادي الجانب غير المؤلم لمنطقة سمحاق المحجر والتي ترتبط عادةً مع المرحلة الحادة من داء شاغاس، ويجب التمييز بينها وبين الشاغوما.
في الفترة ما بين 1930 حتى 1960 بَحث سيسيليو حول الأمراض المدارية في شمال الأرجنتين، وخاصةً مرض شاغاس، ونتيجةً لوصفه علامة رومانا في عام 1935 أصبحَ من السَهل الكشف المُبكر وتشخيص داء شاغاس في المناطق التي يتوطن بها هذا المَرض، وفي عام 1942 أصبح أول مدير للمعهد الإقليمي للطب في الجامعة الوطنية في الشمال الشرقي للبلاد.